# Air Cairo
Air Cairo es una aerolínea chárter con base en El Cairo, Egipto. Efectúa vuelos chárter para touroperadores a Egipto desde Europa, África y Asia. Su principal base de operaciones es el Aeropuerto Internacional de El Cairo.

## Historia
La aerolínea fue fundada por Kato Group, junto con un consorcio de agentes de viajes egipcios. Comenzó sus operaciones en 1997. En 2003 EgyptAir adquirió el 40% (más tarde el 60%) de la aerolínea y las operaciones fueron transferidas a una nueva compañía, Cairo Aviation. Air Cairo fue entonces reconfigurada como una nueva aerolínea chárter y filial de EgyptAir efectuando vuelos chárter domésticos e internacionales.

## Propiedad
La aerolínea es propiedad de: 
- EgyptAir (60%)
- Banco Nacional de Egipto (20%)
- Banco Misr (20%)

## Flota

### Flota Actual
La flota de Air Cairo contiene los siguientes aviones (a abril de 2023):
La edad media de la flota de Air Cairo a abril de 2023 es de 6.4 años.